# Jainvillotte
Jainvillotte és un municipi francès, situat al departament dels Vosges i a la regió del Gran Est. El 2018 tenia 77 habitants. És esmentat per primera vegada en un document del 877 amb el nom de Gedanis Villa.